# Tunnel sous-marin Japon-Corée
Le tunnel sous-marin Japon-Corée est un projet de liaison entre le Japon et la Corée du Sud via un tunnel sous-marin passant sous le détroit de Corée et utilisant les îles d'Iki et de Tsushima comme point d'appui. Le tunnel aurait au minimum une longueur de 128 kilomètres.  
Le projet, en discussion depuis 1917 (époque à laquelle la Corée faisait partie de l'Empire japonais), fait l'objet d'une réflexion plus concrète dans les années 1940, sans pour autant avoir de suite. Au début de 2008, le projet est remis sur le devant de la scène grâce à une dizaine de législateurs japonais qui créent un nouveau comité pour poursuivre des discussions restées en suspens depuis les années 1980,,. En 2009, un groupe d'études réunissant les deux pays se met d'accord pour former un comité visant à la création de plans de construction. Le responsable du comité Huh Moon-Do, ancien directeur du Bureau d'Union Nationale et membre clé de l'ancien gouvernement de Chun Doo-hwan, annonce que le tunnel serait une aide pour l'économie régionale et devrait « jouer un grand rôle dans l'avancement des discussions sur le marché libre coréo-japonais » en cours de discussion,.
Le tunnel annoncé est long de plus de 200 km et serait capable d'absorber une partie des échanges entre les deux pays (qui sont passés d'environ 40 milliards de dollars en marché combiné en 1999, à 89 milliards en 2008) ainsi qu'une partie des quelque 20 000 personnes voyageant quotidiennement entre les deux pays (chiffre de 2009),,.

## Historique du projet

### À l'origine
Une des premières discussions sur l'idée d'un tunnel est menée en 1917 par le chef d'état-major de l'Armée impériale japonaise et futur Premier ministre Kuniaki Koiso. Une autre proposition concernant ce projet voit le jour vers la fin des années 1930, et est présentée comme partie prenante du projet de chemin de fer de l’Est chinois. En 1938, le ministère des Communications japonais décida de lancer une étude préliminaire des fonds marins entre le Japon et la Corée, puis pendant la Deuxième Guerre mondiale, le gouvernement japonais poursuit activement son idée de relier son pays à la péninsule Coréenne puis par la suite, au reste du continent asiatique.
En 1939, un officiel de la Japan Railways, Yumoto Noboru, parle dans un livre d'une ligne ferroviaire trans-eurasienne qui pourrait relier le Japon à ses partenaires de l'Axe allemands, et propose la construction d'un tunnel sous-marin pour relier le Japon à la Corée du Sud via l'île de Tsushima,. Un tel lien combinant tunnel sous-marin et voie terrestre aiderait à la sauvegarde des communications et des échanges à partir et à destination de l'Europe, qui pourraient être mis en péril par la guerre du Pacifique. L'idée est étudiée sérieusement à partir de 1941.
En septembre 1940, le Cabinet du Japon publie un Plan de l'aménagement du territoire national, qui souligne ses visions sur le développement à long terme de ses territoires occupés et sphères d'influence en Asie. Il affine ce plan à la suite du déclenchement des hostilités avec les États-Unis d'Amérique, penchant pour l'augmentation des liens géopolitiques et ethniques avec le continent asiatique grâce à l'extension du réseau ferré et maritime, avec un accent particulier pour un pont terrestre avec la péninsule coréenne permettant de le relier à ses colonies. Pour arriver à ses fins, le plan japonais appelle à « un bond de géant » de ses infrastructures de communication et de transport, y compris les trains shinkansen, afin d'intégrer l'ensemble de ses économies coloniales, d'assurer le transport du matériel de guerre et des autres fournitures nécessaires, depuis et à destination de l'île mère. Cela coïncide avec le plan d'aménagement du système ferroviaire dangan ressha (« train à grande vitesse ») par un ingénieur en chef ferroviaire japonais, Shima Yasujiro, qui est à l'origine de l'idée d'un lien entre Tokyo, la Corée et la Chine,.
En août 1942, la société des chemins de fer de Mandchourie du Sud imagine un réseau ferré de 8 000 km s'étirant de Manchukuo à Singapour. En toile de fond, le Japon franchit la première étape concrète de création d'un lien fixe avec la Corée, avec la construction de plusieurs ponts, mais aussi avec la livraison du tunnel ferroviaire sous-marin de Kanmon reliant les îles Kyushu et Honshu.
Bien que les travaux préliminaires sur les lignes ferroviaires et les tunnels avec le sud du Japon ont commencé, le projet est stoppé à cause de l'état de l'économie nationale et des infrastructures, mises à mal par la Seconde Guerre mondiale. Après 1943, et à cause de la pénurie en matériel, en main-d'œuvre, mais aussi en moyens de transport, le Japon met fin à son vaste plan d'infrastructures ferroviaires en Asie (Raumordnung), afin de se concentrer sur la défense de la mère patrie contre les invasions. L'organisation de son plan d'aménagement est abandonnée en 1943 et son équipe transférée au sein du ministère de l'Intérieur.

### Activités depuis la Seconde Guerre mondiale
Le projet d'un lien fixe entre les deux pays est abordé lors de nombreux débats publics après la fin de la Seconde Guerre mondiale. Les dirigeants des deux pays appellent à la construction du tunnel à plusieurs occasions.
À partir des années 1980, un groupe d'études japonais engage des recherches et des explorations approfondies sur différents tracés potentiels du tunnel. En 1988, il mandate une société coréenne pour explorer la mer au large de l'île de Koje, afin de documenter les caractéristiques géologiques de la région.
En septembre 2000, le président sud-coréen Kim Dae-jung annonce endant un sommet avec le Premier ministre Yoshiro Mori qu'un examen du projet doit être effectué, afin de permettre au Japon d'être relié à l'Europe, « un rêve d'avenir ». Le mois suivant, ce dernier propose de mettre en avant le projet lors du Dialogue Asie-Europe (ASEM) prévu à Séoul ; cependant, la Corée et le Japon arrêtent les discussions juste avant de formaliser ce projet de manière bilatérale.
Au début de 2002, le ministère de la Construction et des Transports, mandate trois instituts de recherche pour étudier la faisabilité du projet. La même année, des experts japonais estiment que la construction du tunnel prendrait 15 ans et coûterait 77 milliards de dollars. À peu près à la même époque (mi-2002), une détente des relations entre la Corée du Nord et celle du Sud donne un élan au projet de tunnel Japon-Corée. Les gouvernements des deux Corée se mettent d'accord pour l'ouverture d'une liaison ferroviaire entre Séoul et Pyongyang puis jusqu'à Sinuiju, une ville frontière au nord de la rivière Yalu, ainsi que d'une route parallèle au chemin de fer. De Sinuiju, les trains pourraient ensuite franchir la frontière et accéder au réseau ferré chinois, puis à celui du Transsibérien, ce qui leur ouvrirait ensuite les portes de l'ensemble du réseau ferré européen.
En septembre 2002, une délégation japonaise composée de cinq membres rend visite au gouverneur du Sud Gyeongsang, Kim Hyuk-kyu, du gouvernement de la province du Sud-Est de la Corée, afin de discuter du projet de tunnel sous-marin. Le groupe de législateurs japonais a à sa tête Daizō Nozawa (野沢太三), futur ministre de la Justice du Cabinet du Japon. Nozawa visite également la région de Geoje en Corée,.
Le projet du tunnel est de nouveau reporté à une date ultérieure par le 91e Premier ministre Yasuo Fukuda (福田康夫). Plus tard, lors d'une réunion de la Fondation internationale des autoroutes du Japon en août 2009 est présentée, par Huh Moon-doh, un Sud-Coréen, une vidéo présentant le percement d'un tunnel de test d'un demi kilomètre de long de Karatsu en direction de la Corée. La fondation mène aussi des études géologiques sur le fond de la mer dans la zone des îles de Tsushima et Iki. S'adressant à la congrégation, Huh affirme un certain intérêt pour le projet, rendu plus attractif par l'activité économique qu'il pourrait générer pour les deux pays, alors en plein milieu de la profonde récession économique de 2009. Mais Huh déclare par ailleurs : « ... il persiste encore de profondes inquiétudes parmi les citoyens coréens à tisser des liens plus étroits avec le Japon », faisant référence aux siècles de guerre entre les deux nations, remontant à l'invasion de la péninsule par le Japon au XVIe siècle, des idées proches de celles que l'on peut entendre sur les relations entre la Grande-Bretagne et la France. Huh fait aussi remarquer la possibilité grandissante d'une hégémonie chinoise dans la région, qui pourrait être atténuée par la coopération entre la Corée du Sud et le Japon :  « Le tunnel reliant les deux nations serait le symbole fort d'une telle coopération ».
En octobre 2009, le Premier ministre Yukio Hatoyama visite Séoul et tient des discussions qui font émerger deux propositions, dont un tunnel sous-marin entre le Japon et la Corée du Sud. Lors d'un discours un peu plus tôt devant l'Assemblée générale des Nations unies, il indique que les changements récents survenus au Japon devraient aider sa nation à être une « passerelle » vers le monde. Afin de créer une unité de nations, Hatoyama aimerait établir une Communauté de l'Est asiatique, similaire à l'Union européenne. Un tunnel sous-marin entre les deux pays aiderait à établir cette unité.

### Implication de la secte Moon
Un partisan de longue date du projet de tunnel est Sun Myung Moon, fondateur de l'Église de l'Unification. Moon parle d'une « grande autoroute d'Asie » dès 1981, et aide à la création du Syndicat de construction de l'autoroute internationale pour la construire ainsi que d'autres infrastructures de transport.

### Itinéraires proposés
Une des premières suggestions faites après la Seconde Guerre mondiale, appelée "Système de Tunnel pour l'Amitié Coréo-Japonaise", prévoit des tunnels reliant la Corée au Japon, de la ville portuaire de Pusan à la ville japonaise de Fukuoka, via quatre îles situées dans le détroit.
Aux alentours de 1988, trois nouveaux tracés sont proposés pour le projet, par l'Association de l'Institut de Recherche du Tunnel Japon-Corée (fondé par l'Église de l'Unification de Corée), lesquels utilisent comme point d'arrivée Karatsu, la préfecture de Saga (唐津市, 佐賀県), sur l'île japonaise de Kyūshū. Le point de terminaison en Corée étant la ville portuaire de Busan (부산광역시) pour une des routes, et la ville de Geoje (거제시) pour les deux autres routes (les trois routes traversant toutes le détroit via les îles de Tsushima et Iki). Le combiné tunnel/traversée des îles s'étend selon les routes entre 209 et 231 kilomètres pour traverser le détroit de Corée (par le détroit de Tsushima et le détroit de Busan). Ces distances sont nettement supérieures aux 50,1 km du tunnel sous la Manche, reliant la Grande-Bretagne à la France.
Au début de 2009, le groupe d'étude statue sur le fait que la route la plus probable parte de Karatsu au Japon, et passe par l'île Geoje près de la côte coréenne. Si le tunnel passe entre Karatsu et Geoje, il a une longueur de 209 km avec une distance sous-marine de 145 km, en faisant le plus long tunnel de ce type au monde.
Une des nouvelles suggestions fait appel à la combinaison d'un lien route/rail, de Karatsu à l'île Kyushu, avec un terminus à Busan, la seconde plus grande ville de Corée du Sud. Des trois routes étudiées, la favorite est celle alliant un pont, de Karatsu à l'île Iki, suivi d'un tunnel de 60 km pour la portion centrale vers l'île Tsushima, puis encore un tunnel de 68 km vers l'Ouest de Busan, pour un coût estimé à environ 10 à 15 billions de yens (environ 111 à 157 milliards de dollars).
D'autres options prévoient la construction de la portion finale du tunnel, de Tsushima à l'île de Geoje au large de la côte coréenne, puis jusqu'à Masan sur la péninsule, avec deux différents types de tunnels. Une version se veut semblable au tunnel sous la Manche, prévoyant un tunnel de service et de secours situé entre les deux tunnels ferroviaires. L'autre schéma prévoit quant à lui l'emploi d'un seul tunnel d'un diamètre important, pour la circulation des véhicules et des trains,. Mais les longs tunnels autoroutiers ont été par le passé critiqués pour leur manque de sécurité en cas de grave accident de la route, comme ce fut le cas lors de plusieurs désastres dans des tunnels européens (par exemple dans le tunnel du Saint-Gothard ou celui du Mont-Blanc).

## Bénéfices potentiels, coûts et problèmes possibles
Au milieu des années 1980, le coût approximatif du tunnel est estimé à 70 milliards de dollars, l'Institut de Recherche sur le Tunnel Japon-Corée l'estimant de son côté entre 10 et 15 billions de yens. Le projet de tunnel proposé a pour but de permettre d'économiser environ 30 % du coût de transport d'un bien entre les deux pays. Le tunnel se veut aussi être une chance pour la Corée du Sud de rattraper le retard de son industrie du tourisme en incluant d'autres villes et destinations situées au sud de Séoul, grâce à la  passerelle pour touristes que serait le tunnel, permettant de voyager avec facilité depuis et vers la péninsule,.
À partir de 2002, une étude préliminaire japonaise rapporte que le coût du transport de marchandises, via le tunnel, serait quatre fois moindre que celui des envois maritimes traditionnels. Ces mêmes envois du Japon vers l'Europe via le lien terrestre eurasien, pourraient arriver après seulement deux jours de voyage, en comparaison aux vingt jours de transport par mer,.
Selon un autre observateur :

« Les économies semblent être là. Compte tenu du coût de l'envoi d'un conteneur en passant par la Corne, et avec des porte-conteneurs maintenant si grands qu'ils ne peuvent emprunter le Suez, l'envoi par rail peut être économique selon le type de biens ; les choses qui sont trop urgentes pour une expédition par bateau mais dont l'expédition par avion reviendrait trop cher. »

Le journal coréen Chosun Ilbo écrit en 2007 que la construction coûterait entre 60 et 100 billions de wons et prendrait entre 15 et 20 ans pour être achevée. C'est cinq fois plus cher et trois fois plus long que la construction du tunnel sous la Manche entre l'Angleterre et la France. Les opposants au projet disent que la Corée aurait peu à gagner avec ce tunnel, mais qu'il aiderait principalement le Japon à étendre son influence économique et politique sur le continent asiatique.
Selon le professeur Park Jin-hee de l'université maritime de Corée, dans la période précédant 2007, il en coûtait 665 dollars pour envoyer un conteneur de 20 pieds d'Osaka à Busan. Avec un tunnel sous-marin, ce coût descendrait à 472 dollars, soit une économie de trente pour cent. 
Cependant, des avis négatifs sur la rentabilité du tunnel se font entendre la même année. Le professeur d'études japonaises Shin Jang-churl, de l'université Soongsil à Séoul, affirme que les propositions politiques des deux pays ne sont "... rien d'autre que des rhétoriques diplomatiques vides." La question clé pour le tunnel concerne le coût faramineux de sa construction par rapport à sa faible rentabilité probable, similaire à la situation financière que connait Eurotunnel depuis son ouverture en 1994.
Au début de 2009, le nouveau groupe d'étude unifié rapporte que le seul coût de la construction serait de 10 billions de yens, selon une estimation japonaise, et d'au moins 200 billions de wons selon une estimation coréenne. Un rapport japonais constate que le tunnel n'est pas envisageable économiquement, ce qui va dans le sens d'une autre étude conduite par les Coréens.
Cependant, le groupe note aussi que le tunnel peut être rentable si les preneurs de décisions incluent l'effet des créations de postes et la capacité du projet à faire revivre l'industrie du BTP. La Corée estime que son industrie du bâtiment serait bénéficiaire de 13 billions de wons, et celle du Japon de 18 billions. Avec les effets industriels, le groupe prévoit que la Corée récupèrerait des bénéfices économiques à hauteur de 54 billions de wons et de 88 billions pour le Japon.

## Comparaison avec le tunnel sous la Manche
Dans un éditorial d'avril 2009, l'ancien ministre de la Justice du Japon Daizō Nozawa, et Kim Ki Chun de Corée du Sud, font part de similarités entre le projet de tunnel Japon-Corée et l'actuel plus long tunnel sous-marin du monde.
Le tunnel sous la Manche permet à des centaines de milliers de personnes de se déplacer et de travailler plus librement dans d'autres pays, mais a aussi accéléré la croissance économique. En revanche, l'Asie du Nord-est, qui est une des économies à la croissance les plus dynamiques au monde, fait face à un faible degré de cohésion de politique interne, en partie dû à la pauvreté de ses moyens de transport interrégionaux.

## Difficultés associées

### De société
Les opinions publiques japonaise et sud-coréenne émettent des réserves sur la présence d'un lien étroit avec l'extérieur pour différentes raisons, auxquelles les dirigeants politiques sont sensibles. Parmi ces raisons : beaucoup de Sud-Coréens gardent un mauvais souvenir de l'occupation japonaise de la Corée de 1910 à 1945. Le professeur de planification urbaine de l'université Chung-Ang, Hur Jae-wan, précise que, pour que le tunnel devienne politiquement viable, il est essentiel que le projet compte un nombre significatif de partisans parmi les citoyens des deux pays, parce que :

« Les Japonais entretiennent un nationalisme xénophobe car ils pensent être différents des autres pays asiatiques. Les Sud-Coréens, en revanche, pensent avoir été agressés par les Japonais et entretiennent donc des soupçons au sujet de l'expansionnisme du Japon, et imaginent que le tunnel pourrait conduire à terme à ce que l'économie et la culture sud-coréennes soient absorbées par le Japon. »

### Politique
Les experts sud-coréens[Qui ?] conseillent la prudence dans la conduite du projet concernant les inquiétudes sur une probable hégémonie économique et politique du Japon en Asie, rendue possible en partie par les avantages logistiques que le projet de tunnel leur fournirait.
Au début des années 2000, les relations du Japon avec la Corée du Sud se dégradent à la suite des visites au sanctuaire Yasukuni du Premier ministre japonais Junichiro Koizumi, considérées comme offensante pour beaucoup de Coréens. Un autre contentieux peut venir aussi du désaccord sur la souveraineté des rochers Liancourt situés dans le nord-est du détroit, qui sont réclamés par Tokyo, mais administrés par le gouvernement sud-coréen depuis 1952, et actuellement occupés par leur garde-côtes, leur police et leur personnel de phare.

### Suites de l'assassinat de Shinzō Abe
Après l'Assassinat de Shinzō Abe, le projet de tunnel sous-marin Japon-Corée a été décrit comme absurde par Tetsuo Saitō, le Ministre du Territoire, et critiqué par des avocats représentant d'anciens membres de l’Église de l'Unification ou des parents de membres comme étant un moyen de demander des donations d'argent élevées au profit du mouvement religieux.

### Problèmes logistiques affectant l'économie
Un problème qui se poserait si la Corée du Nord se décidait à autoriser le trafic ferroviaire à traverser son territoire jusqu'en République populaire de Chine puis vers la Russie et l'Europe via le réseau ferroviaire chinois et le transsibérien, serait celui de la différence d'écartement des rails (rupture de charge). La Corée utilise en effet des voies normales (1 435 mm) alors que le Japon utilise principalement des voies à l'écartement du Cap (1 067 mm). Le pays du soleil levant n'utilise l'écartement standard que pour les voies du Shinkansen et quelques autres lignes de passagers. De plus, si la ligne était éventuellement connectée au Transsibérien, l'écartement des voies russes (1 520 mm), serait aussi à prendre en considération.
Cependant le secteur ferroviaire a développé différentes méthodes et technologies permettant d'atténuer l'impact du coût des ruptures de charge en réduisant le besoin à plusieurs voies de dimensions différentes.
En plus des problèmes de gabarit, il y aurait aussi des barrières non techniques mais non négligeables telles que, les différences de réglementations ferroviaires, les contrôles aux frontières ainsi que les politiques nationalistes de marché.

## Pour en savoir plus
- Chosun Ilbo. Le tunnel Corée-Chine pourrait générer 275 billions de wons, Chosun Ilbo, 29 octobre 2009.
- Fumihiko, Ito (Penta-Ocean Constr. Co., Ltd.), Keiichi, Kobayashi (Taisei Corp.), Takashi Kashima (Japan Railway Constr. Public Corp.), Yoichi, Wakasugi (Penta-Ocean Constr. Co., Ltd.), Kazuhiko Daito(Chizaki Kogyo Co., Ltd.), (1999) Construction d'un tunnel ferroviaire sous-marin avec "des segments tenon du plus grand diamètre fabriqué en Corée", Numéro d'accès 99A0878939, Compte rendu de la conférence annuelle de l'Association d'Ingénierie Civile du Japon. Code du journal: S0330B, Vol. 54, pgs.122-123, publié en japonais.
- Kim, D.H et W.H. Park, W.H. Expériences à l'aide un modèle réduit pour la sécurité incendie d'une station de secours dans le très long tunnel ferroviaire en Corée, Département de recherche d'ingénierie civile et ferroviaire, Institut de Recherche Ferroviaire Coréen, République de Corée, publié en ligne le 24 février 2006.
- Yamazaki, Hiroshi. Est-il temps pour le tunnel Japon-Corée du Sud ?, Hiroshi Yamazaki, UPI, 10-08-2009